# Olmitz
Olmitz és una població dels Estats Units a l'estat de Kansas. Segons el cens del 2000 tenia 138 habitants.

## Demografia
Segons el cens del 2000, Olmitz tenia 138 habitants, 62 habitatges, i 37 famílies. La densitat de població era de 313,4 habitants/km².
Dels 62 habitatges en un 32,3% hi vivien nens de menys de 18 anys, en un 46,8% hi vivien parelles casades, en un 8,1% dones solteres, i en un 40,3% no eren unitats familiars. En el 37,1% dels habitatges hi vivien persones soles el 17,7% de les quals corresponia a persones de 65 anys o més que vivien soles. El nombre mitjà de persones vivint en cada habitatge era de 2,23 i el nombre mitjà de persones que vivien en cada família era de 3.
Per edats la població es repartia de la següent manera: un 27,5% tenia menys de 18 anys, un 8% entre 18 i 24, un 27,5% entre 25 i 44, un 21% de 45 a 60 i un 15,9% 65 anys o més.
L'edat mediana era de 37 anys. Per cada 100 dones de 18 o més anys hi havia 104,1 homes.
La renda mediana per habitatge era de 31.429 $ i la renda mediana per família de 34.500 $. Els homes tenien una renda mediana de 25.500 $ mentre que les dones 13.333 $. La renda per capita de la població era de 12.998 $. Entorn de l'11,9% de les famílies i el 12,9% de la població estaven per davall del llindar de pobresa.

## Poblacions més properes
El següent diagrama mostra les poblacions més properes.